# Primitive Methodist Church in the United States of America
Primitiva Metodistkyrkan, amerikanskt trossamfund bildat genom mission av primitiva metodister från Storbritannien.
De första brittiska missionärerna anlände till Brooklyn, New York 1829. 
De församlingar som bildades hörde under det brittiska Society of the Primitive Methodists till den 16 september 1840, då the American Primitive Methodist Church bildades.
I maj 1975 valdes det nuvarande officiella namnet: Primitive Methodist Church in the United States of America.
Samfundet håller en årlig konferens som vart fjärde år utser en missionsföreståndare som har kyrkans högkvarter i sitt eget hem.
År 2000 hade kyrkan 79 församlingar med 4 502 medlemmar.